# Созанський Вадим Андрійович
Вадим Андрійович Созанський (нар. 10 жовтня 1909, Лоєвці — пом. 28 лютого 1983, Київ) — український радянський архітектор.

## Біографія
Народився 10 жовтня 1909 року в селі Лоєвцях (нині затоплене водами Дністровського водосховища у Хмельницькій області, Україна). 1934 року закінчив Київський інженерно-будівельний інститут.
Працював в архітектурно-проектних установах Києва. Член КПРС з 1960 року.

## Споруди
Основні роботи здійснені в Києві:

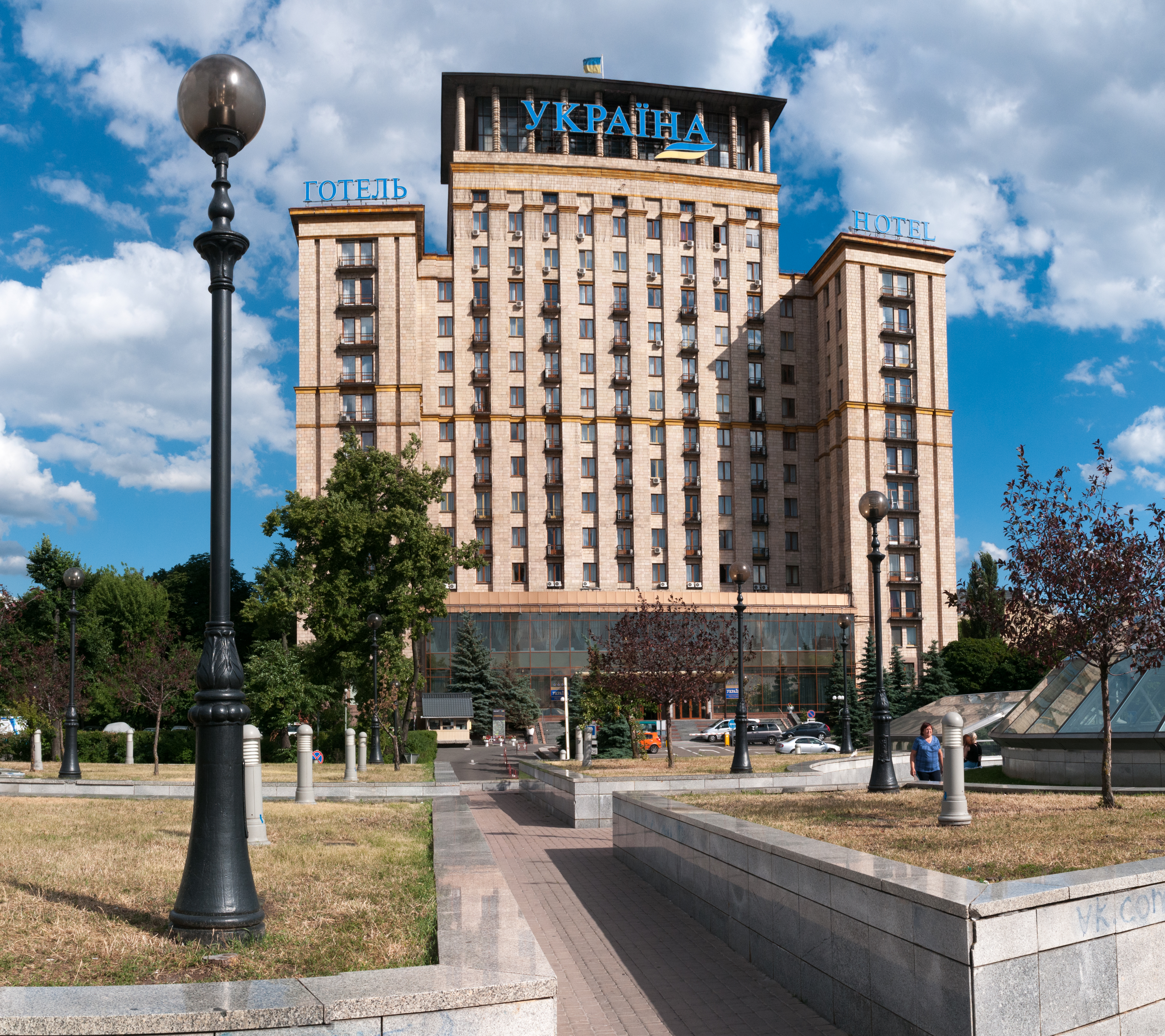
готель «Москва» (нині «Україна)».

- надбудова 3-го поверху будинку лісотехнічного факультету Української сільськогосподарської академії (1950; у співавторстві з Петром Петрушенком);
- житловий будинок з аркою на вулиці Енгельса (1954; у співавторстві з Анатолієм Добровольським);
- готель «Москва» (1962; у співавторстві з Анатолієм Добровольським, Борисом Приймаком, Авраамом Мілецьким і Анатолієм Косенком);
- ресторан «Метро» (1961—1963; у співавторстві з Анатолієм Добровольським, Флоріаном Юр'євим);
- забудова 3-ї черги житлового масиву Нивок (1964—1965; у співавторстві з Володимиром Новиковим і Флоріаном Юр'євим),